# Realismo modal
El Realismo modal es la teoría propuesta principalmente por David Kellogg Lewis, según la cual todos los mundos lógicamente posibles son tan reales como nuestro mundo (el mundo real o actual). Se basa en los siguientes postulados: los mundos posibles existen; los mundos posibles no son diferentes en cuanto a clase del mundo real; los mundos posibles son entidades irreductibles; el término real en mundo real es sólo una distinción subjetiva, es decir, cualquier sujeto puede declarar que su mundo es el real de igual modo que se llama al lugar donde uno está «aquí» y al momento en el que uno está «ahora».

## Explicación
Lewis sostuvo que una proposición p es posiblemente verdadera si y solo si p es verdadera en uno de estos mundos. De manera relacionada, sostuvo que personas como tú o yo (o esta computadora) solo existen en un mundo posible. Lewis escribió en su segundo libro Counterfactuals este pasaje:

Creo, y usted también, que las cosas podrían haber sido diferentes de innumerables maneras. Pero ¿qué significa esto? El lenguaje común permite la paráfrasis: hay muchas maneras en que las cosas podrían haber sido además de la forma en que realmente son. Creo que las cosas podrían haber sido diferentes de innumerables maneras; Creo las paráfrasis permisibles de lo que creo; tomando la paráfrasis en su valor nominal, por lo tanto creo en la existencia de entidades que podrían llamarse "maneras en que las cosas podrían haber sido". Prefiero llamarlos "mundos posibles"
(1973a: 84)

Pero la declaración y la defensa canónicas del realismo modal y la teoría de la contraparte se encuentran en On the Plurality of Worlds (1986).
En el corazón del realismo modal de David Lewis hay seis doctrinas centrales sobre mundos posibles:
1. Los mundos posibles existen: son tan reales como nuestro mundo.
2. Los mundos posibles son el mismo tipo de cosas que nuestro mundo: difieren en el contenido, no en la clase.
3. Los mundos posibles no pueden reducirse a algo más básico: son entidades irreductibles por derecho propio.
4. La "actualidad" es indexada. Cuando distinguimos nuestro mundo de otros mundos posibles al afirmar que sólo él es "real", solamente queremos decir que sólo él es "nuestro" mundo. Así como no hay un "aquí" privilegiado, ni tampoco hay un "ahora" privilegiado (véase teoría de la relatividad), tampoco un único mundo "real" o actual.
5. Los mundos posibles están unificados por las interrelaciones espaciotemporales de sus partes; Cada mundo está aislado espacialmente de todos los demás mundos.
6. Los mundos posibles están causalmente aislados unos de otros.